# Cheverly (Maryland)
Cheverly es un pueblo ubicado en el condado de Prince George en el estado estadounidense de Maryland. En el Censo de 2010 tenía una población de 6.173 habitantes y una densidad poblacional de 1.760,27 personas por km².

## Geografía
Cheverly se encuentra ubicado en las coordenadas 38°55′33″N 76°54′49″O / 38.92583, -76.91361. Según la Oficina del Censo de los Estados Unidos, Cheverly tiene una superficie total de 3.51 km², de la cual 3.5 km² corresponden a tierra firme y (0.07%) 0 km² es agua.

## Demografía
Según el censo de 2010, había 6.173 personas residiendo en Cheverly. La densidad de población era de 1.760,27 hab./km². De los 6.173 habitantes, Cheverly estaba compuesto por el 32.38% blancos, el 57.12% eran afroamericanos, el 0.11% eran amerindios, el 1.65% eran asiáticos, el 0.03% eran isleños del Pacífico, el 5.35% eran de otras razas y el 3.35% pertenecían a dos o más razas. Del total de la población el 10.55% eran hispanos o latinos de cualquier raza.